# Programinis burmitis
Espèce
Programinis burmitis est une espèce éteinte de plantes à fleurs monocotylédones possiblement rattachée à la famille des Poaceae.

## Historique
Cette espèce n'est connue que par les restes fossiles d'une structure, assimilée à un épillet de type graminoïde, découverts dans de l'ambre birman daté  du Crétacé inférieur. Cet épillet a été décrit par George Orlo Poinar en 2004 comme un genre nouveau et une nouvelle espèce sous le nom de Programinis burmitis gen. et sp. nov. Dans la même publication et en provenance du même niveau géologique, George Poinar a attribué une feuille au même nouveau genre sous le nom de Programinis laminatus.

## Description
L'épillet, comprimé latéralement, possède deux glumes basales stériles, une série de lemmes et de paléoles et des restes d'étamines et d'un gynécée. Adjacent à l'épillet, se trouvent des grains de pollen  sphériques, monoporés (à pore, ou aperture, unique).
Programinis burmitis est considérée comme un type précoce de Bambusioideae qui poussaient dans des habitats forestiers tropicaux.
Cette découverte suggère que les graminées vraies peuvent avoir évolué en Asie du Sud-Est, puisque les mines d'ambre birmanes sont situées sur la plaque de Birmanie, qui fait partie du supercontinent de la Laurasia.
Des restes partiels de feuilles, trouvés dans le même site et montrant des corps siliceux semblables à ceux de la sous-famille des Pooideae, ont été classés dans le même genre sous le nom de Programinis laminatus. On manque toutefois de caractères diagnostiques certains pour confirmer l'appartenance de ces restes fossiles aux Pooideae. En outre leur datation qui remonte au Crétacé inférieur les classerait parmi les plus anciennes des Angiospermes, ce qui obligerait à une sérieuse révision de toutes les dates de toutes les plantes terrestres, et à ce titre leur classement parmi les Pooideae paraît suspecte.